# Noboru Nakamura
Noboru Nakamura (Tokyo, 4 agosto 1913 – 20 maggio 1981) è stato un regista e sceneggiatore giapponese.
Con Nami ha partecipato al Festival di Cannes 1952.
Il suo film Koto ha ricevuto la nomination ai Premi Oscar 1964 nella categoria miglior film straniero. 
Anche il suo film Ritratto di Chieko ha ricevuto la nomination nella stessa categoria alcuni anni dopo, ai Premi Oscar 1968. 
Nel 1967 ha partecipato alla diciassettesima edizione del Festival di Berlino.

## Filmografia
- Eden no umi (1950)
- Waga ya wa tanoshi (1951)
- Nami (1952)
- Aizen katsura (1954)
- Shuzenji monogatari (1957)
- Nami no tô (1960)
- Zoku aizen katsura (1962)
- Koto (1963)
- Kekkonshiki Kekkonshiki (1963)
- Yoru no henrin (1964)
- Danshun (1966)
- Kinokawa (1966)
- Sekishun (1967)
- Chieko-sho (1967)
- Waga toso (1968)
- Sôshun (1968)
- Hi mo tsuki mo (1969)
- Waga koi waga uta (1969)
- Yomigaeru daichi (1971)
- Kaze no bojo (1971)
- Sanbaba (1974)
- Shiokari Pass (1977)
- Nichiren (1979)